# جيمس ويليامسون (صحفي)
جيمس ويليامسون (بالإنجليزية: James Williamson)‏ هو صحفي أسترالي، ولد في 1983، وتوفي في 23 مارس 2010.